# Rašice
Rašice (hongrois : Felsőrás) est un village de Slovaquie situé dans la région de Banská Bystrica.

## Histoire
La première mention écrite du village date de 1334.
La localité fut annexée par la Hongrie après le premier arbitrage de Vienne le 2 novembre 1938. En 1938, on comptait 288 habitants. Elle faisait partie du district de Tornaľa (hongrois : Tornaljai járás). Le nom de la localité avant la Seconde Guerre mondiale était Rašice/Rás. Durant la période 1938 - 1945, le nom hongrois Felsőrás était d'usage. À la libération, la commune a été réintégrée dans la Tchécoslovaquie reconstituée.

## Démographie

### Évolution de la population
| Année:               | 1994. | 2004.    | 2014.    | 2024.   |
| -------------------- | ----- | -------- | -------- | ------- |
| Nombre de personnes: | 151   | 135      | 112      | 112     |
| Différence:          |       | -10,59 % | -17,03 % | -1,42 % |

| Année:               | 2023. | 2024.   |
| -------------------- | ----- | ------- |
| Nombre de personnes: | 111   | 112     |
| Différence:          |       | +0,90 % |